# KkStB 1

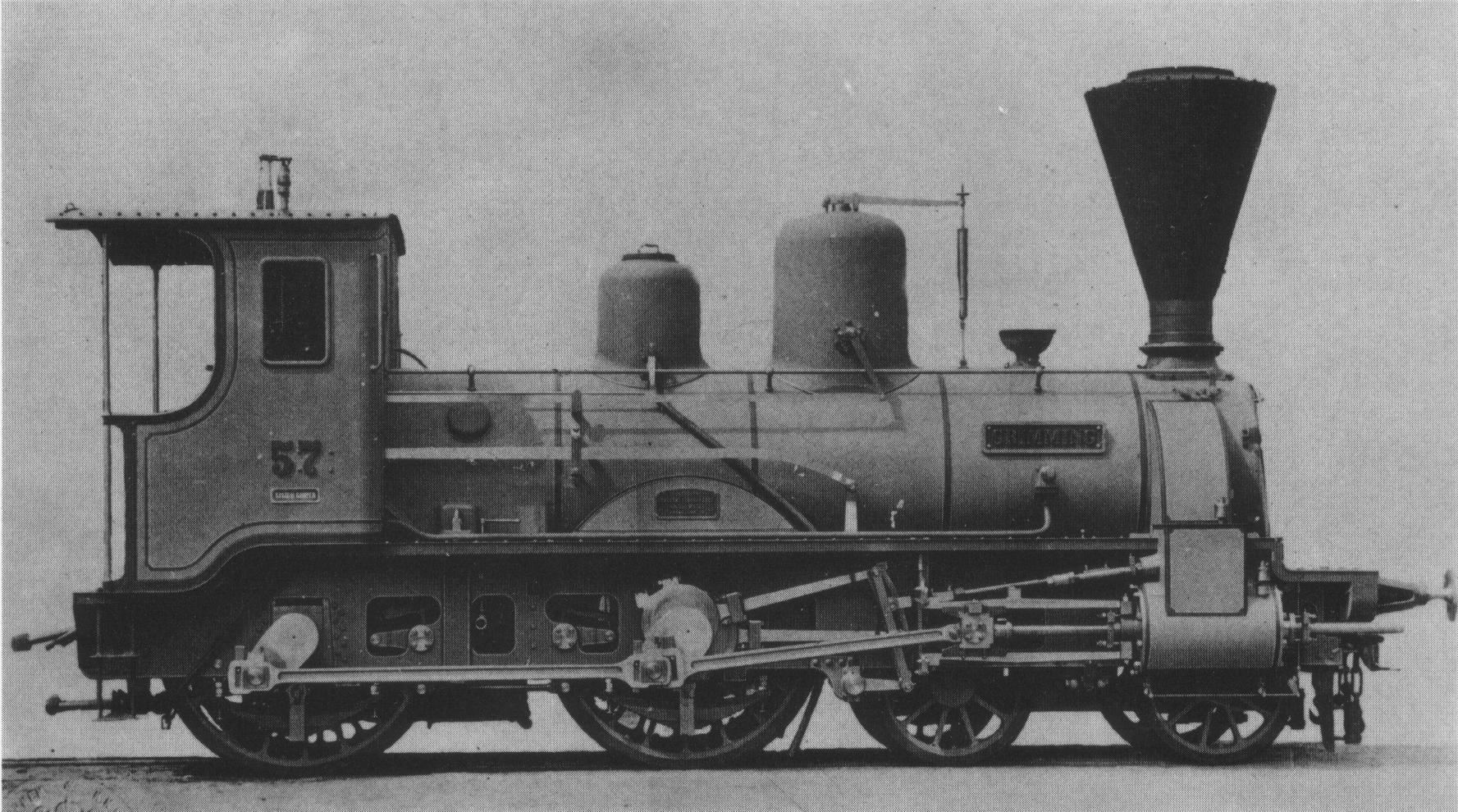
KRB1.57 "Grimming"

KkStB 1 швидкісний паротяг Ц.к. Державної залізниці (KkStB), що широко використовувався на приватних залізницях. На основі паротягів серії 1 розробили серію 2.

## Історія
Віденська Wiener Neustädter Lokomotivfabrik (WNL) виготовила 8 паротягів Типу А для Залізниці імені Кронпринца Рудольфа (Kronprinz Rudolf-Bahn, KRB) (1877). Наступні 5 паротягів виготовили для лінії цієї залізниці Тарвізіо - Понтебба. У KkStB паротягам 1885 присвоїли серію 1 і номери 101 - 113, замінені на позначення 1.01 - 1.13 (1905).
Фабрики WNL (1882) і Lokomotivfabrik Floridsdorf (1883) виготовили по п'ять паротягів для kkStB, що отримали номери 114 - 123 (1.14 - 1.23)
Для Львівсько-Чернівецько-Ясській залізниці фабрика WNL виготовила 1883 5 паротягів (див. табл.)
Загалом виробили 28 паротягів KkStB 1. 16 паротягів серії 1 (101-105, 107-113, 115-117, 119) модернізували (1893-1910) до рівня нової серії 2 (AR III). Їм замінили позначення на KkStB 2.42 - 2.60.
З решти паротягів серії 1 п'ять зняли з експлуатації (1911-1913), один в час війни захопили росіяни, решта після війни потрапила до BBÖ крім паротяга KkStB 1.24. Його отримали PKP, передбачили номер у серії Od11, але до цього розібрали у Лінці (1922). Паротяги зняли з експлуатації у 1920-х роках. Паротяг KkStB 1.20 зберігся у Технічному музеї Відня.

### Паротяги KkStB 1 на Львівсько-Чернівецько-Ясській залізниці
|                 |                                    |                  |                  |                |                                                                 |              |
| Фабричний номер | Виробник                           | Позначення       | Позначення kkStB | kkStB (з 1905) | Після війни                                                     | Списано      |
| WrN 2776/83     | Wien. Neust. Lokomotivfabrik. 1883 | LCJE 124 "BURZA" | kkStB 124        | kkStB 1.24     | Федеральна Залізниця Австрії (нім. Bundesbahnen Österreich) BBÖ | 1922         |
| WrN 2777/83     | Wien. Neust. Lokomotivfabrik. 1883 | LCJE 125 "BIEG"  | kkStB 125        | kkStB 1.25     |                                                                 | 02.10.1913   |
| WrN 2778/83     | Wien. Neust. Lokomotivfabrik. 1883 | LCJE 126 "PARA"  | kkStB 126        | kkStB 1.26     |                                                                 | 07.08.1912   |
| WrN 2779/83     | Wien. Neust. Lokomotivfabrik. 1883 | LCJE 127 "MOC"   | kkStB 127        | kkStB 1.27     |                                                                 | 1917 → Росія |
| WrN 2775/83     | Wien. Neust. Lokomotivfabrik. 1883 | LCJE 128 "OGIÉN" | kkStB 128        | kkStB 1.28     |                                                                 | 08.08.1911   |

### Технічні дані паротяга KkStB 1
|                                  |                            |
| Розміри                          | Параметри                  |
| Роки випуску                     | 1883                       |
| Країна-виробник                  | Австро-Угорська імперія    |
| Завод-виробник                   | Wr. Neustadt • Floridsdorf |
| Ширина колії                     | 1435 mm                    |
| Тип                              | 2'B n2                     |
| Кількість циліндрів              | 2                          |
| Діаметр циліндрів                | 435 мм                     |
| Хід поршня                       | 632 мм                     |
| Діаметр рушійних коліс           | 1.720 мм                   |
| Діаметр бігункових коліс         | 1.034 мм                   |
| Загальна база рухомих коліс      | 2.400 мм                   |
| Загальна колісна база            | 5.800 мм                   |
| Загальна колісна база з тендером | 11.558 мм                  |
| Тиск пари                        | 9/11 атм.                  |
| Кількість труб пароперегрівача   | 196                        |
| Випаровуюча поверхня котла       | 104,00 м²                  |
| Площа труб нагріву               | 6,00 м²                    |
| Площа колосникових ґрат          | 1,86 м²                    |
| Тендер                           | 13, 34, 35, 40             |
| Маса паротяга порожнього         | 35,3 т                     |
| Маса паротяга робоча             | 39,0 т                     |
| Зчіпна маса локомотива           | 24,5 т                     |
| Швидкість                        | 80 км/год                  |